# トーマス・アーンショウ

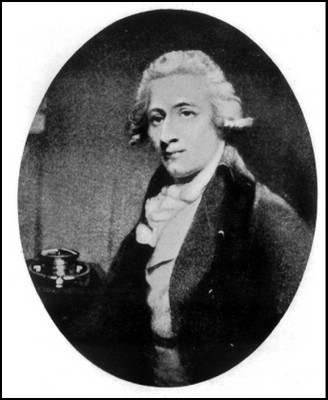
トーマス・アーンショウ

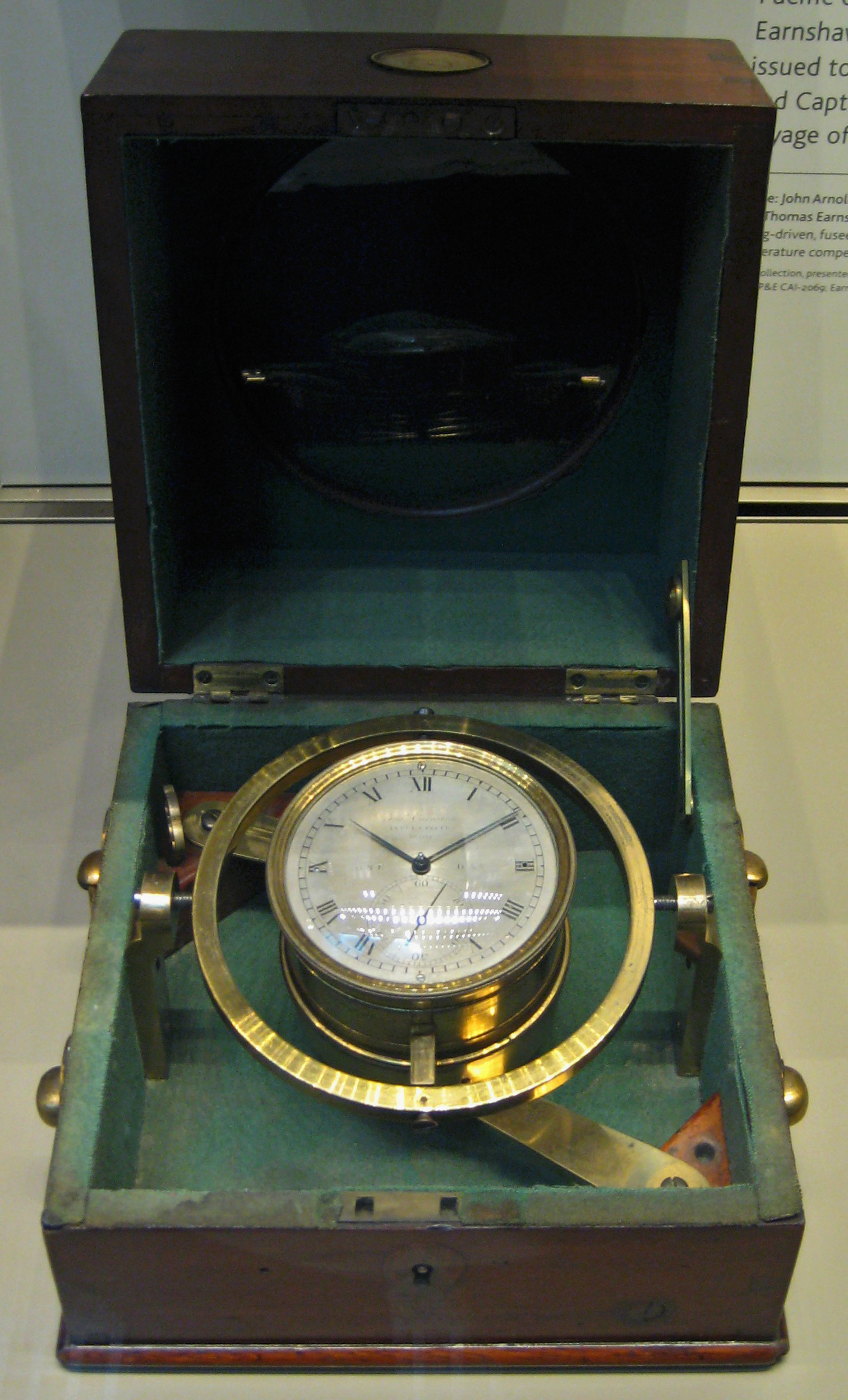
クロノメーターNo.506

トーマス・アーンショウ（Thomas Earnshaw 1749年2月4日 - 1829年3月1日）はイギリスの時計師である。

## ジョン・アーノルドとの争い
1780年にピエール・ル・ロワが発明したデテント式脱進機のホゾ（Pivot ）をバネ（Spring ）に置換したスプリング・デテント式脱進機を発明したが、ジョン・アーノルドとの間でどちらが先に発明したかで論争となり、これは今もって解決していない。
脱進機の比較では、アーンショウ式とアーノルド式でガンギ車の回転方向が逆である以外全く相違点はない。
時計全体を比較した場合、理論上はアーノルド製の方が有利であるはずだが、実際の製品はアーンショウ製の方が正確だったという。どちらが先にせよ近代クロノメーターの完成に貢献したことは間違いない。